# 警視庁墨田署刑事課特命担当・一柳美結シリーズ
『警視庁墨田署刑事課特命担当・一柳美結シリーズ』（けいしちょうすみだしょけいじかとくめいたんとういちやなぎみゆシリーズ）は、沢村鐵の推理小説のシリーズ。
警視庁の特命担当に任命された墨田署刑事課に所属する女性刑事一柳美結が難事件に立ち向かう。

## 主な登場人物
一柳美結
警視庁の特命担当に任命された墨田署刑事課に所属する女性刑事

## シリーズ一覧
| # | タイトル                                          | 単行本 （中公文庫） | あらすじ                                                                                |
| - | ------------------------------------------------- | ------------------- | --------------------------------------------------------------------------------------- |
| 1 | フェイスレス 警視庁墨田署刑事課特命担当・一柳美結 | 2013年6月           | 大学の研究室で教授を狙ったと思われる爆殺事件が発生する。そんな中第2の事件が起きてしまい |
| 2 | スカイハイ 警視庁墨田署刑事課特命担当・一柳美結   | 2013年9月           | Cと名乗る国際的サイバー犯罪者により東京が瞬く間にマヒさせられてしまう                   |

| スタブアイコン | サブスタブ | この項目は、まだ閲覧者の調べものの参照としては役立たない、文学に関連した書きかけの項目です。この項目を加筆・訂正などしてくださる協力者を求めています（P:文学、PJ:ライトノベル）。項目が小説家・作家の場合には{Writer-substub}を、文学作品以外の本・雑誌の場合には{Book-substub}を貼り付けてください。 |